# Casa dei Quadretti Teatrali

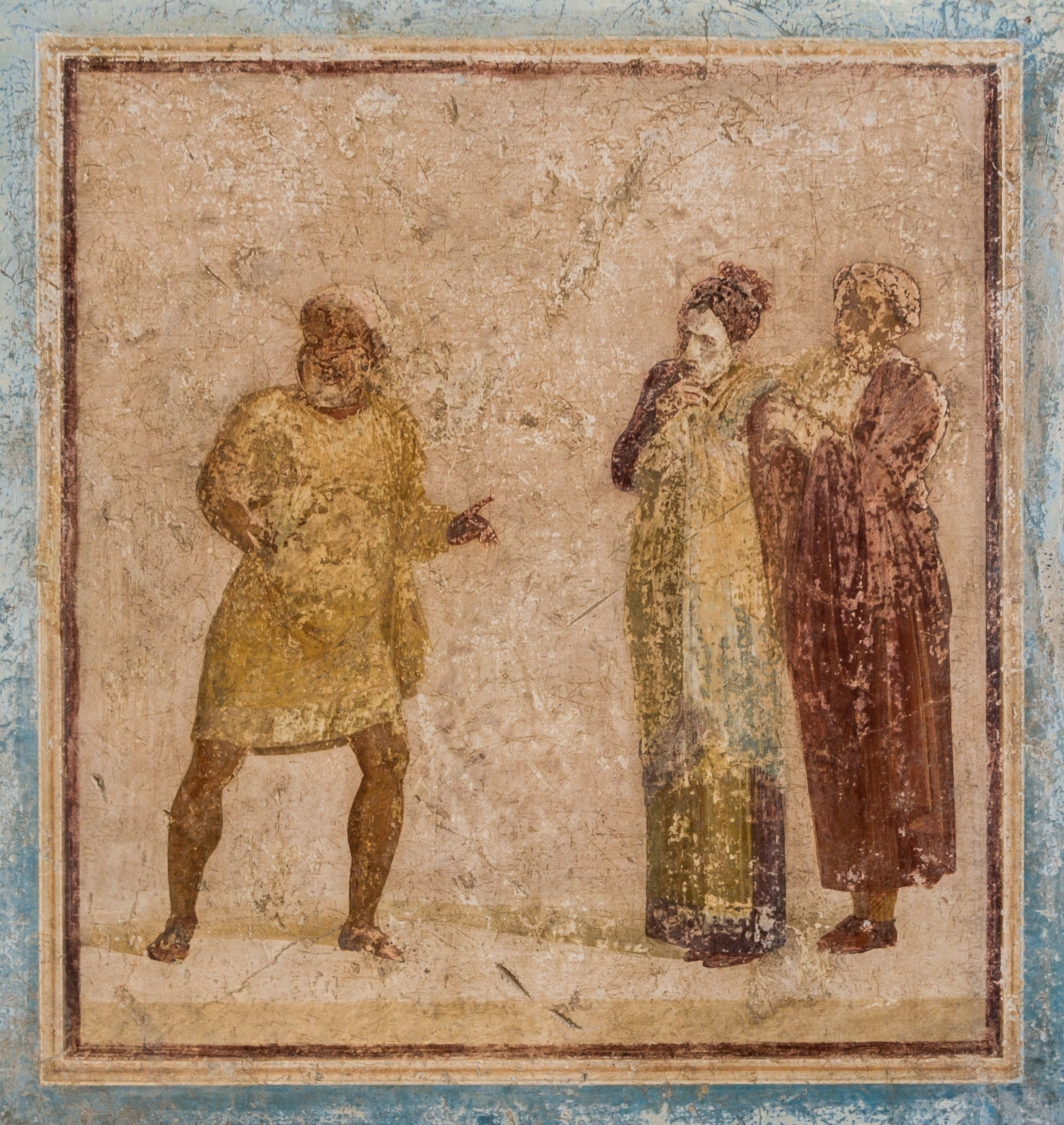
Wandbild mit Szene aus einer Komödie

Bei der Casa dei Quadretti Teatrali (Haus der Theaterbildchen) handelt es sich um ein Wohnhaus in Pompeji (I.6.11), das einige schöne Beispiele von Malereien im 3. Stil aufweist. Der letzte Besitzer des Hauses war Publius Servilius Casca Long(us), weswegen das Haus auch oft als Casa di Casca Longus bezeichnet wird. Das Haus wurde 1912 und von 1926 bis 1927 ausgegraben. Das Haus ist heute modern überdacht.

## Beschreibung
Das Haus stammt aus samnitischer Zeit, wurde also im 2. Jahrhundert v. Chr. errichtet. Es hat ein Atrium und im hinteren Teil einen Peristylgarten. Um das Atrium sind diverse Räume angeordnet. Hier fanden sich auch die Reste eines Schrankes mit der Statue des Apollon, fünf Silberschalen sowie andere Bronze- und Glasobjekte. Im Atrium steht auch ein Tisch mit marmornen Beinen, die in Löwenform gearbeitet sind. Das Impluvium ist in buntem Marmor ausgekleidet. Das Compluvium ist mit Terrakottaschmuck dekoriert. Bemerkenswert ist die Ausmalung des Atriums im 3. Stil. Die Hauptfelder der Wand sind blau, die wiederum von schwarzen Feldern getrennt werden, in denen sich Kandelaber und weitere Motive befinden. Die blauen Hauptfelder tragen jeweils kleinere Wandgemälde. Diese zeigen Theaterszenen, auf die sich der moderne Name des Hauses bezieht. Die Figuren tragen Masken. Die besterhaltene Szene zeigt einen Sklaven und ein Paar. Harald Mielsch vermutet, dass die Szene aus Phasma von Philemon (das Werk ist als Übersetzung ins Lateinische als Mostellaria überliefert) stammt: Ein Sklave überbringt einem Paar die Nachricht, dass der lange abwesende Vater zurückkomme. Diese sind betroffen, da sie in der Zwischenzeit das Haus übernommen und das Vermögen des Vaters verschwendet haben.
Die Malereien zeigen Spuren von Reparaturen, sind also nicht neu übermalt worden, als sie beschädigt wurden, was auf ihre Wertschätzung schließen lässt. Andere Räume im Haus sind ebenfalls ausgemalt. Hier ist vor allem ein Zimmer zu nennen, dessen Decke dicht mit Blumen ausgemalt ist.
Lawrence Richardson Jr. vermutet, dass diverse Bilder im Haus vom Lucrezio-Frontione-Maler stammen, einem Künstler, der namentlich nicht bekannt ist und in der Forschung einen Notnamen erhielt, um sein Werk identifizieren zu können.

## Galerie

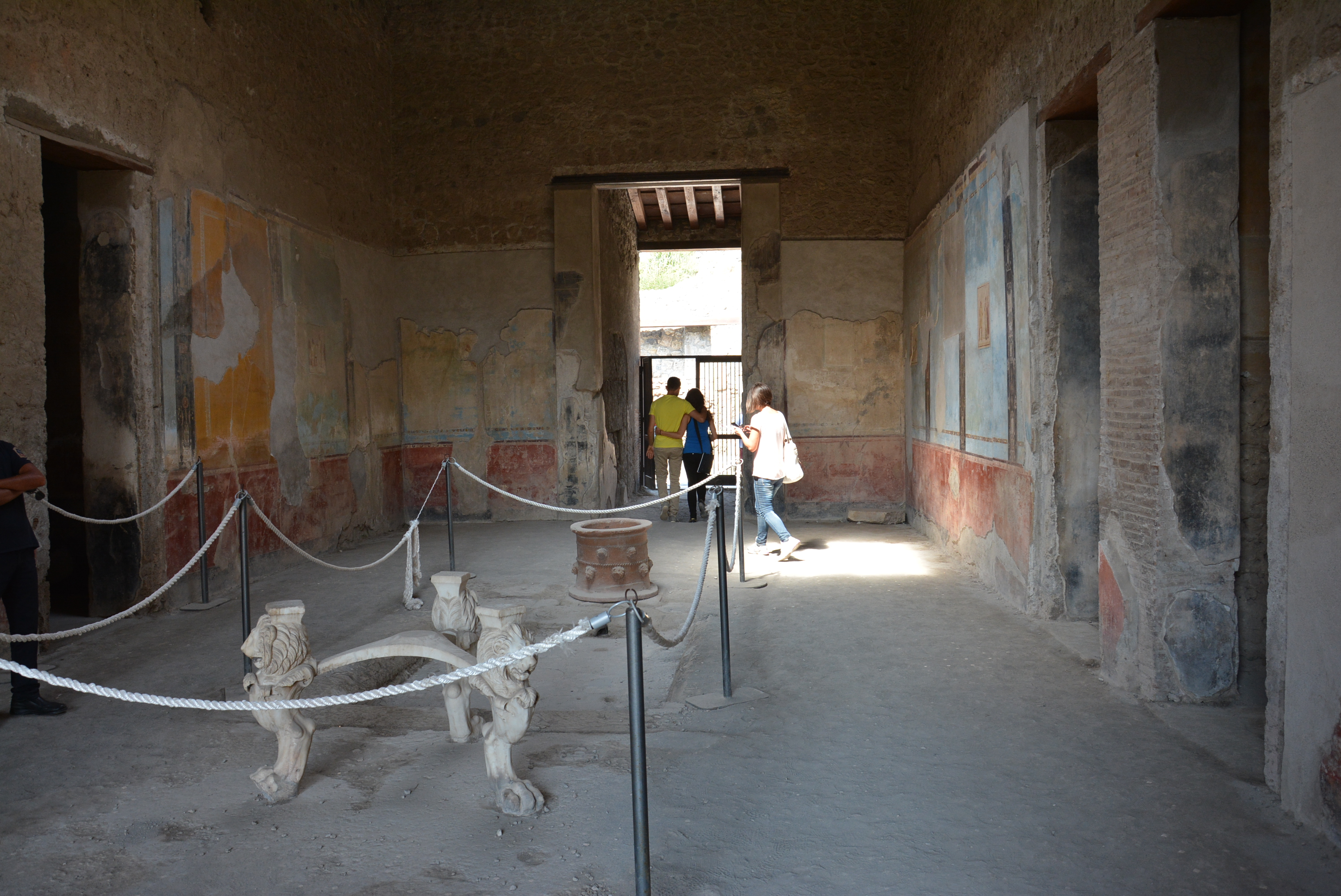
Atrium
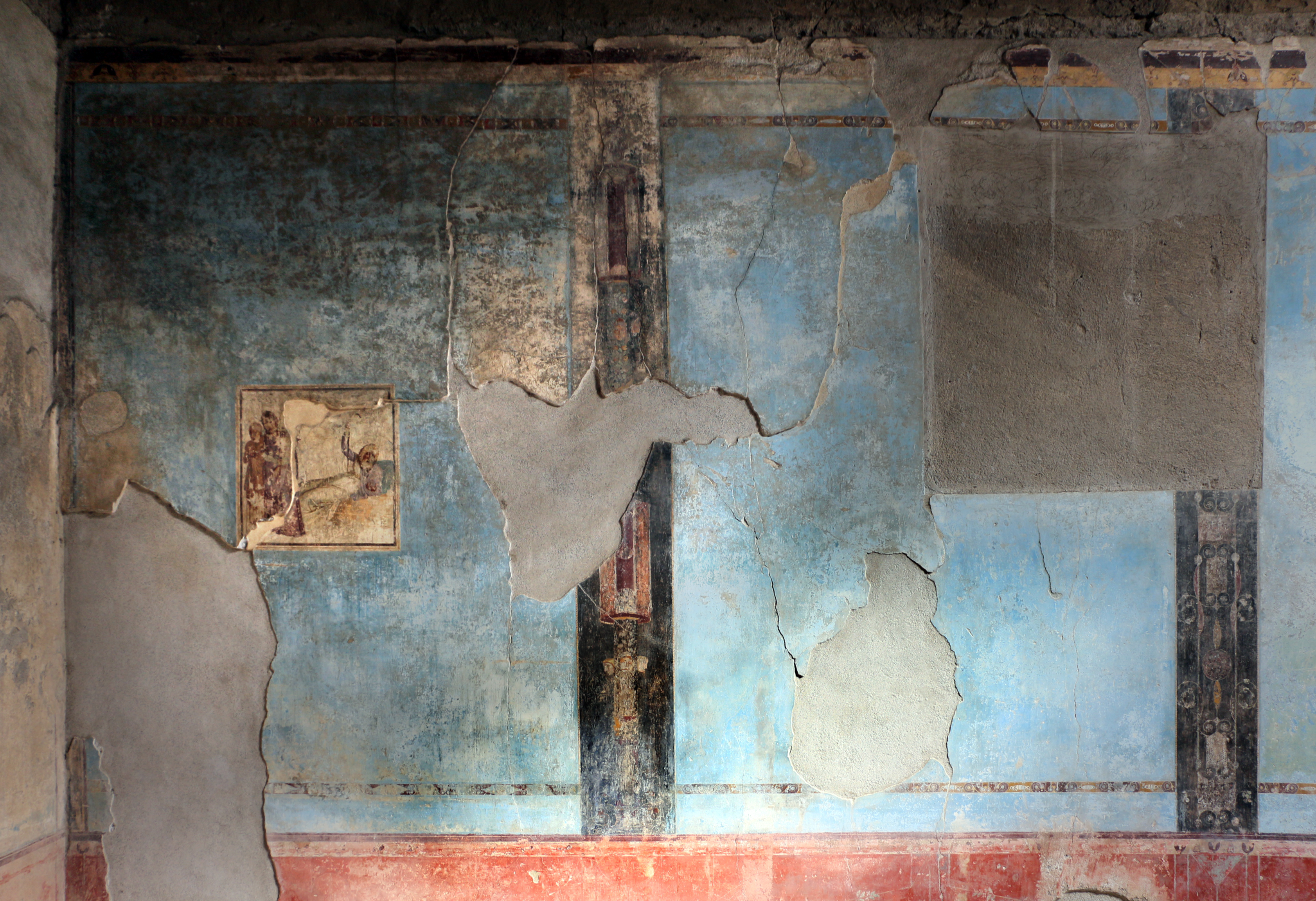
Malerei im 3. Stil, Atrium
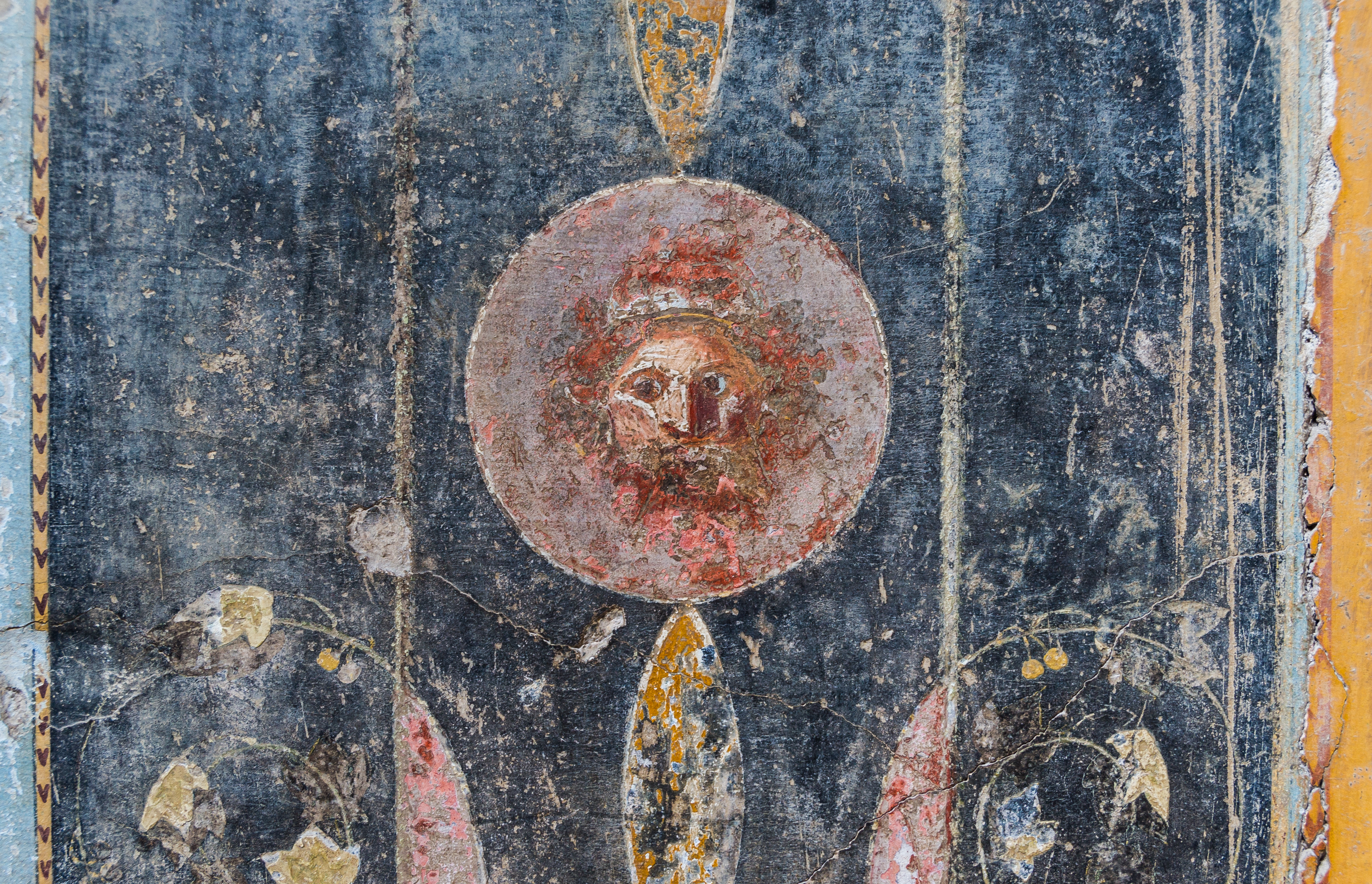
Wandmalerei, 3. Stil
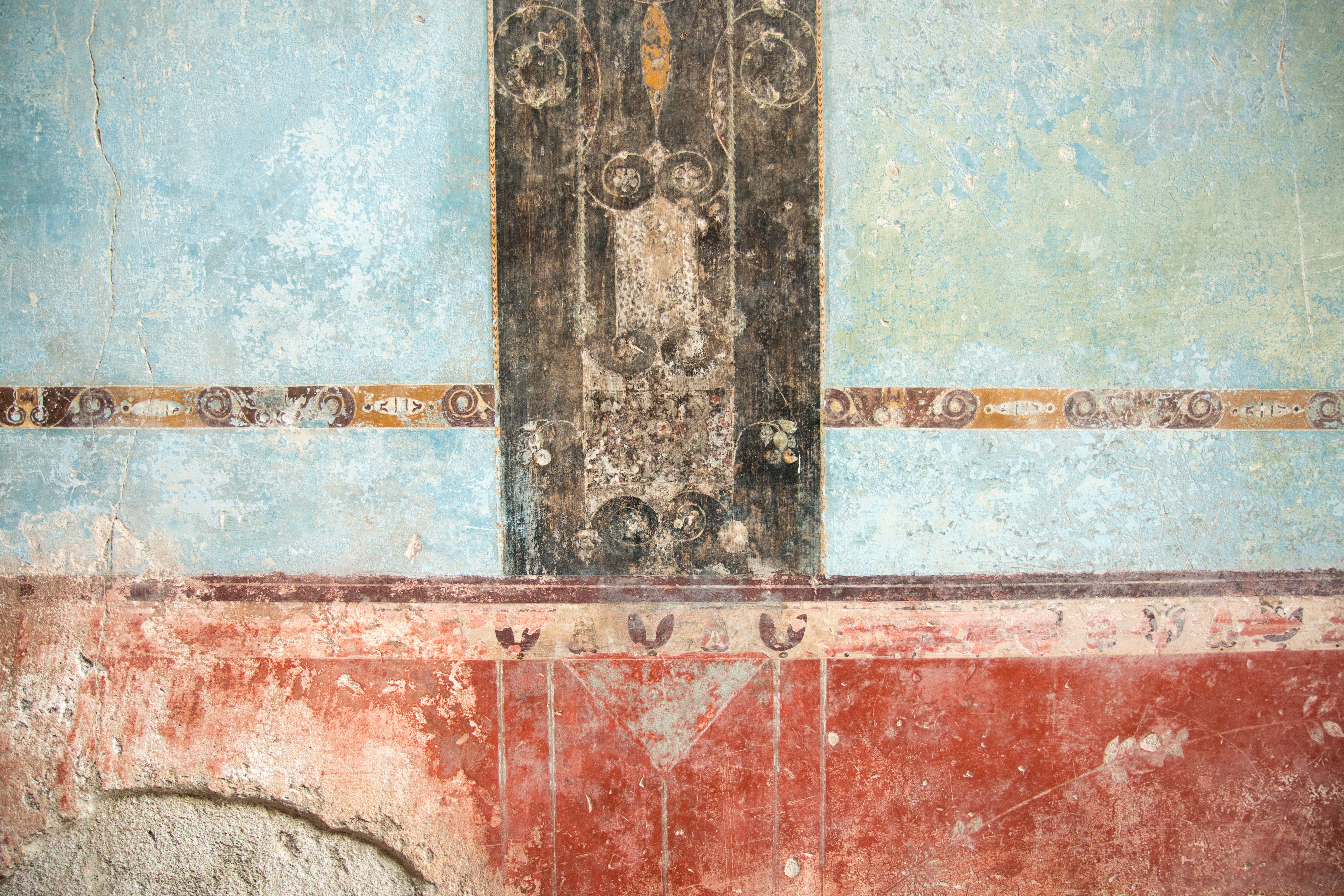
Wandmalerei, 3. Stil
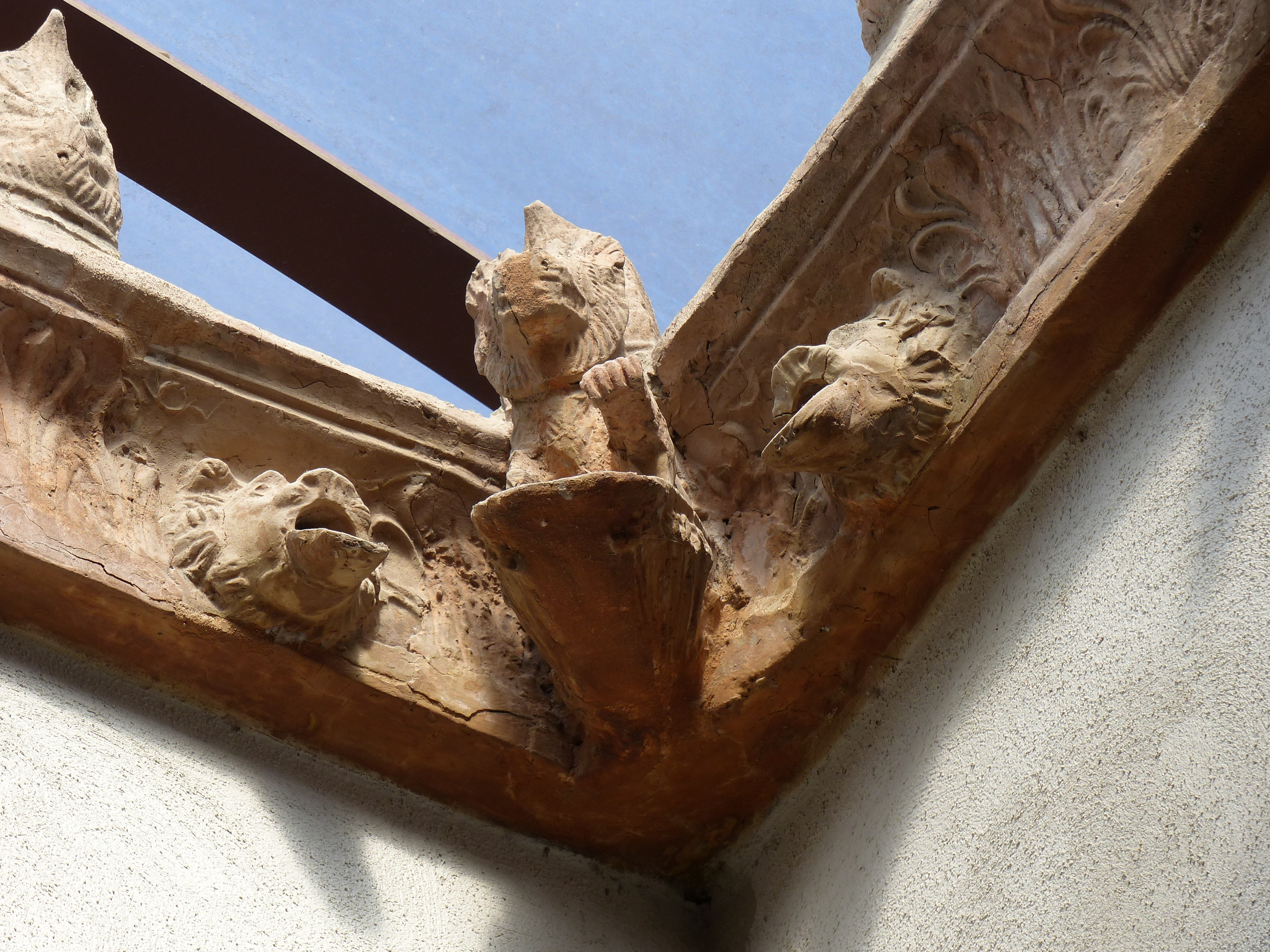
Compluvium
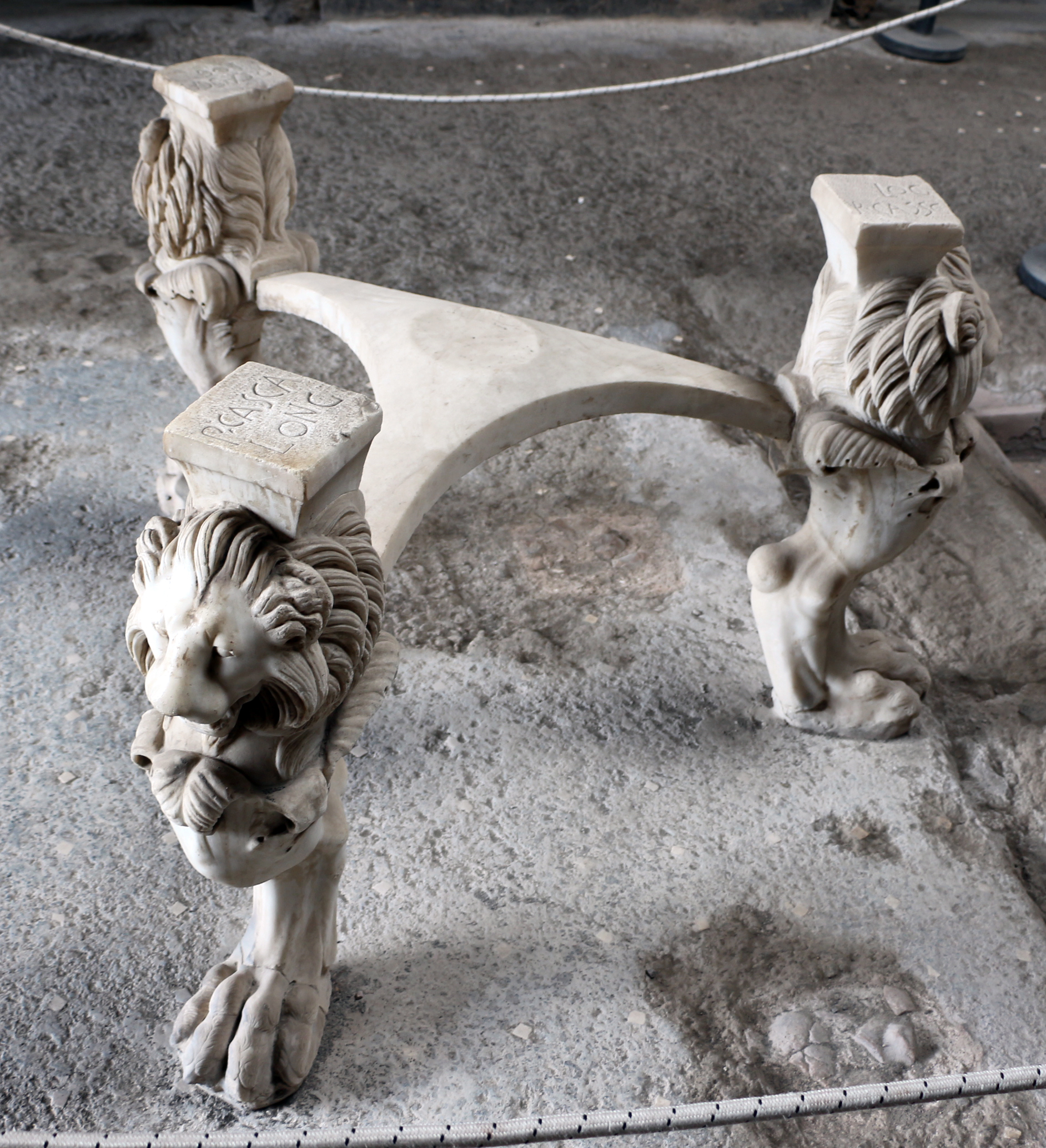
Marmortisch